# BMW Série 2 Active Tourer I
Le BMW Série 2 Active Tourer (désignation interne Type F45) est un monospace compact et le premier modèle à traction avant du constructeur automobile allemand BMW.

## Histoire du modèle

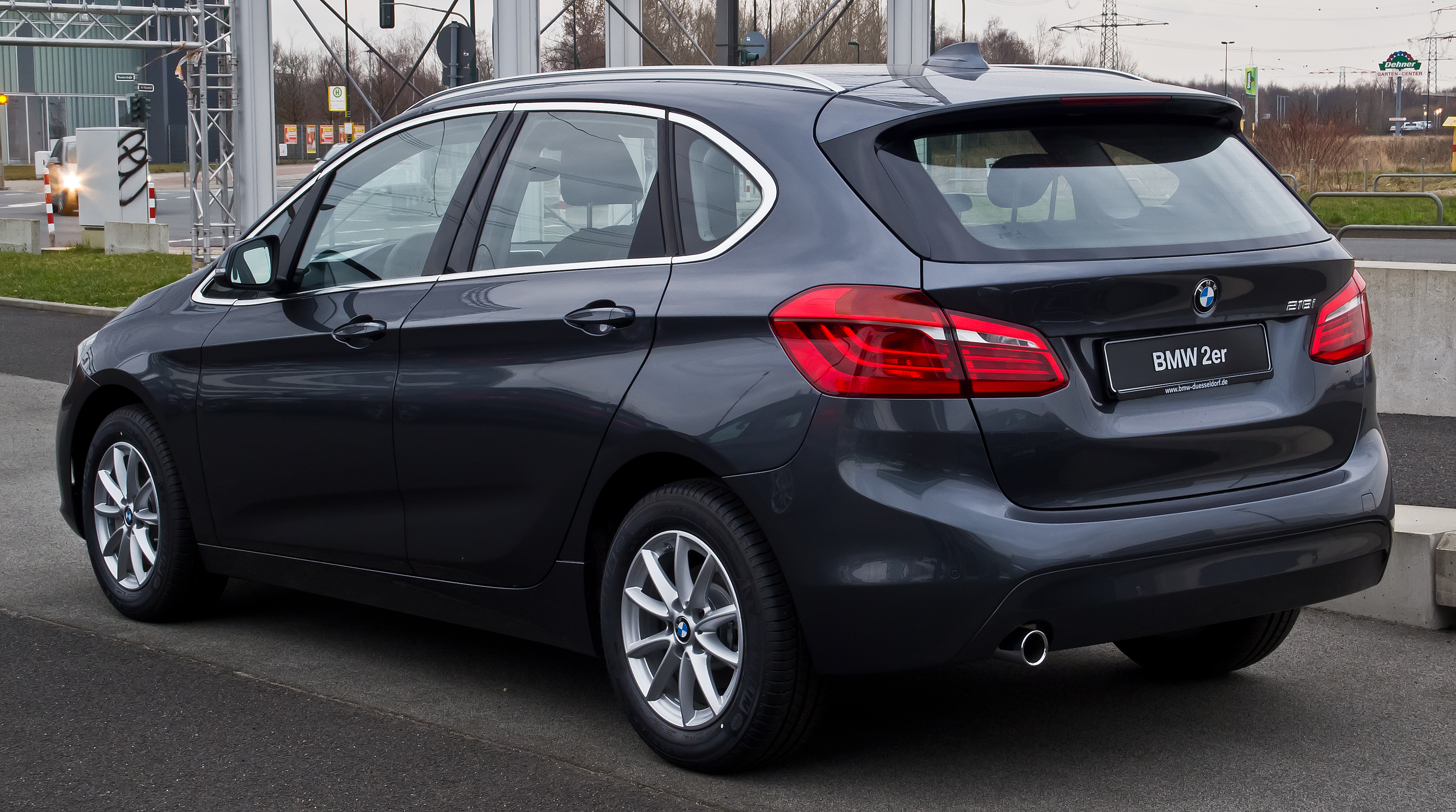
Vue arrière

En 1987, Eberhard von Kuenheim, PDG de BMW à l'époque, expliquait via le journal d'usine de BMW que BMW n'étendrait pas la gamme de modèles vers le bas et qu'il n'y aurait pas de BMW 214. Mais en mars 2015, BMW a présenté le 214d avec un moteur diesel trois cylindres.
Le Série 2 Active Tourer a été présenté au Salon international de l'automobile de Genève en mars 2014, il a été fabriqué à l'usine BMW de Leipzig à partir de juillet 2014 et vendu depuis septembre 2014. Initialement, deux moteurs essence et un moteur diesel étaient disponibles : un moteur essence trois cylindres nouvellement développé pour le 218i avec 100 kW (136 ch), un moteur essence quatre cylindres de 2,0 litres pour le 225i avec 170 kW (231 ch) et un moteur diesel pour le 218d avec 110 kW (150 ch).
D'autres variantes de modèles ont été lancées en novembre 2014. Il s'agit notamment du 220i de 141 kW (192 ch), d'une variante XDrive pour le 225i, d'un 216d de 85 kW (116 ch) et d'un 220d de 140 kW (190 ch), qui peut également être commandé avec xDrive sur demande.
En juin 2015, BMW a également lancé le Série 2 Gran Tourer sept places, basé sur la même plate-forme à traction avant que les Tourer, qui les partagent avec la Mini, avec un empattement et une longueur plus longs offrant un peu plus d'espace arrière, permettant ainsi la possibilité d’une troisième rangée de sièges.
Après la première étude d'Active Tourer avec une propulsion hybride en 2012, la variante 225xe hybride rechargeable avec transmission intégrale a été présentée au Salon de l'automobile de Francfort 2015 et était disponible à partir d'août 2016.
Le lifting du Série 2 Active Tourer a été présenté pour la première fois au Salon de l'automobile de Bruxelles en janvier 2018,.
Le nombre total d'unités est de 430 000, le modèle successeur, BMW Série 2 Active Tourer II, a été présenté en octobre 2021 et mis sur le marché début 2022. Il n'y aura plus de variante Gran Tourer.

## Sécurité
Le véhicule a reçu cinq étoiles au crash test Euro NCAP de 2014 et quatre étoiles au crash test C-NCAP de 2015.

## Châssis
À l'avant, le véhicule est doté d'une suspension de roue nouvellement développée avec des jambes de force MacPherson et des triangles. Afin de réduire les masses non suspendues, la fusée est en aluminium, le porte-essieu et les triangles sont en acier à haute résistance et la barre antiroulis est creuse avec différentes épaisseurs de paroi. Les amortisseurs avant et arrière sont découplés de la carrosserie via des paliers de support (à trois voies) complexes.
L'Active Tourer dispose d'une direction assistée électromécanique. Le volant fait partie intégrante du groupe Servo, de sorte que l'assistance Servo agit directement et avec peu de frottement sur le pignon (pignon unique). Le matériel et les logiciels ont été adaptés pour la traction avant. Le «Servotronic», qui régule l'assistance à la direction en fonction de la vitesse, est disponible en option. Un système de direction sport est également disponible, dans lequel le rapport de transmission dans le boîtier de direction est variable selon l'angle du volant. Toutes les variantes de ce type, y compris le 214d avec le moteur le plus faible, étaient équipées de frein à disque ventilés à l'avant.
Les roues arrière sont guidées par un essieu multibras nouvellement développé, qui est relié à la carrosserie via un porte-essieu. Ici aussi, de l’acier à haute résistance et une barre anti-roulis creuse sont utilisés. Il y a aussi des freins à disque à l'arrière.

## Hybride

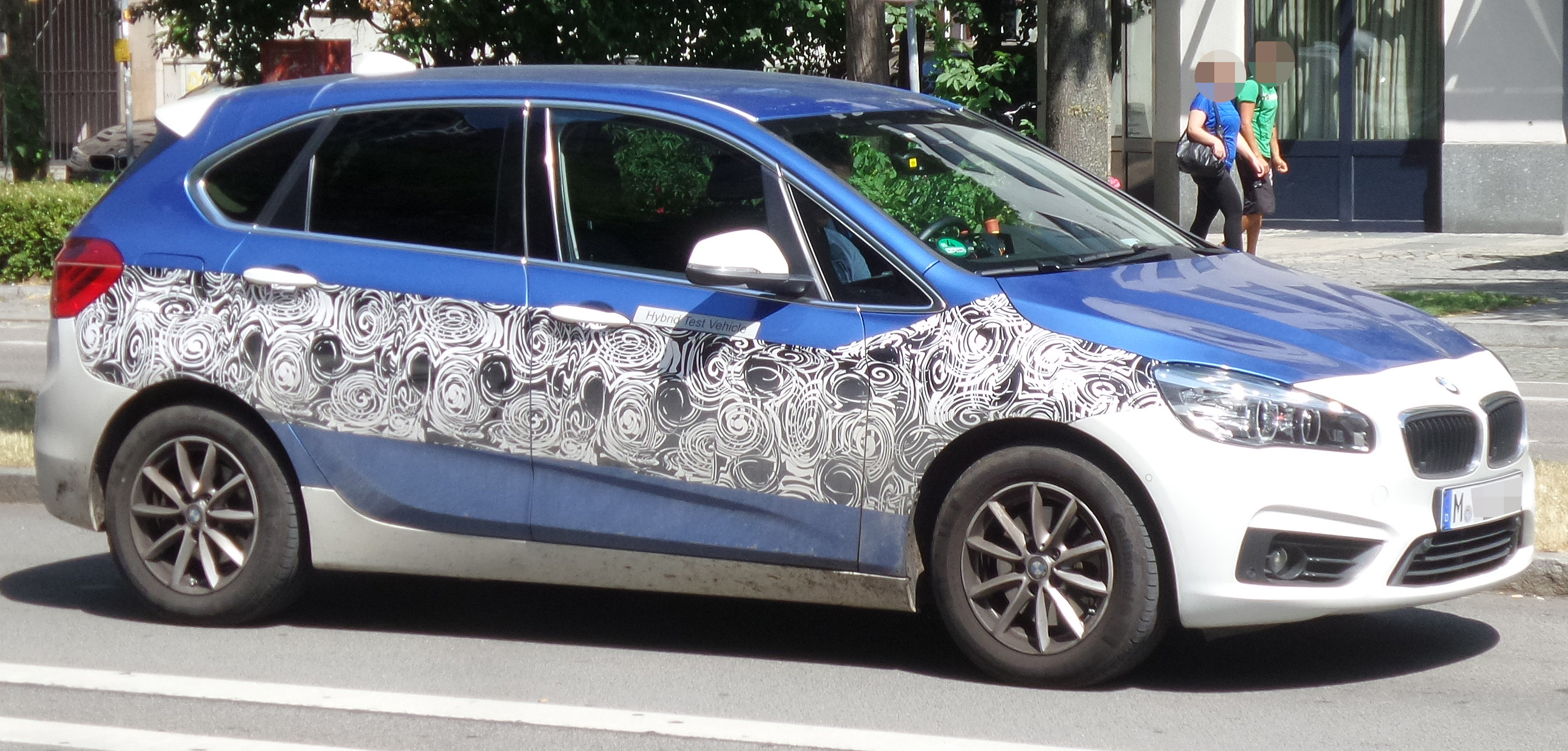
BMW 225 hybride en essai routier en juillet 2015

Le BMW 225xe iPerformance est un monospace compact à propulsion hybride rechargeable. Il dispose d'un système d'entraînement combiné composé d'un moteur à combustion sur l'essieu avant et d'un moteur électrique sur l'essieu arrière. Le moteur essence trois cylindres de 1,5 l (B38 adapté) a une puissance de 100 kW (136 ch) et entraîne les roues avant via une transmission automatique conventionnelle à 6 vitesses, le moteur électrique de 65 kW (88 ch) fournit de la puissance pendant une courte période - environ 12 secondes - et il entraîne les roues arrière via une boîte de vitesses amovible à 1 vitesse. Les deux entraînements se complètent presque imperceptiblement, la puissance maximale combinée est de 165 kW (224 ch) et le "couple" du système est de 385 Nm (ce qui n'est pas directement comparable aux spécifications de couple conventionnelles). Selon le mode de conduite sélectionné et le niveau de charge de la batterie, le moteur électrique peut entraîner seul le véhicule ou assister le moteur thermique. Lors de la marche en roue libre et du freinage, il convertit une partie de l'énergie cinétique en énergie électrique (= récupération), qui est stockée dans la batterie haute tension.
La batterie lithium-ion d'une capacité brute initiale de 7,7 kWh (capacité nette disponible entre 5,7 et 6,1 kWh) est située à côté du réservoir d'essence de 36 litres, sous la banquette arrière et le plancher du coffre; le coffre du 225xe est donc réduit à 400 litres. Propulsé purement électriquement, le véhicule a une autonomie maximale de 41 km (selon la norme NEDC) et atteint une vitesse maximale de 125 km/h. La consommation de carburant combinée est de 2,0-2,1 l/100 km (selon la norme NEDC, bien que ce chiffre n'inclue pas la consommation d'électricité) ou de 2,3-2,5 l/100 km (selon la norme WLTP). L'autonomie maximale est donc d'un peu plus de 500 km. La batterie peut être complètement chargée en 3-4 heures lors d’une recharge sur les prises Schuko standard, ou légèrement plus rapidement sur les boîtiers muraux ou les stations de charge. Une recharge rapide en courant continu n'est pas possible.
En raison de la conversion de la norme du cycle standard de mesure de la consommation vers la norme WLTP en Allemagne au 1er septembre 2018, le 225xe ne répondait initialement plus aux exigences de financement de la prime environnementale fédérale pour la promotion des nouveaux véhicules électriques. Les 225xe produits à partir du 1er juillet 2019, comme les autres modèles rechargeables de BMW, ont reçus des cellules haute tension de nouvelle génération, qui ont une densité d'énergie plus élevée avec les mêmes dimensions et une capacité brute augmentée à 9,7 kWh (capacité nette disponible à 8,8 kWh à l'état neuf). En conséquence, l'autonomie électrique spécifiée est passée de 55-57 km (selon la norme NEDC) à 50-53 km (selon la norme WLTP). La consommation totale de carburant de cette version est donnée entre 1,9 et 2,1 l/100 km et la puissance électrique entre 13,5 et 14,2 kWh/100 km (selon la norme NEDC), et peut augmenter dans la pratique en raison de facteurs tels que le style de conduite personnel, l'état de la route, la température extérieure, le chauffage, la climatisation, la pré-trempe et les équipements sélectionnés.

## Lifting

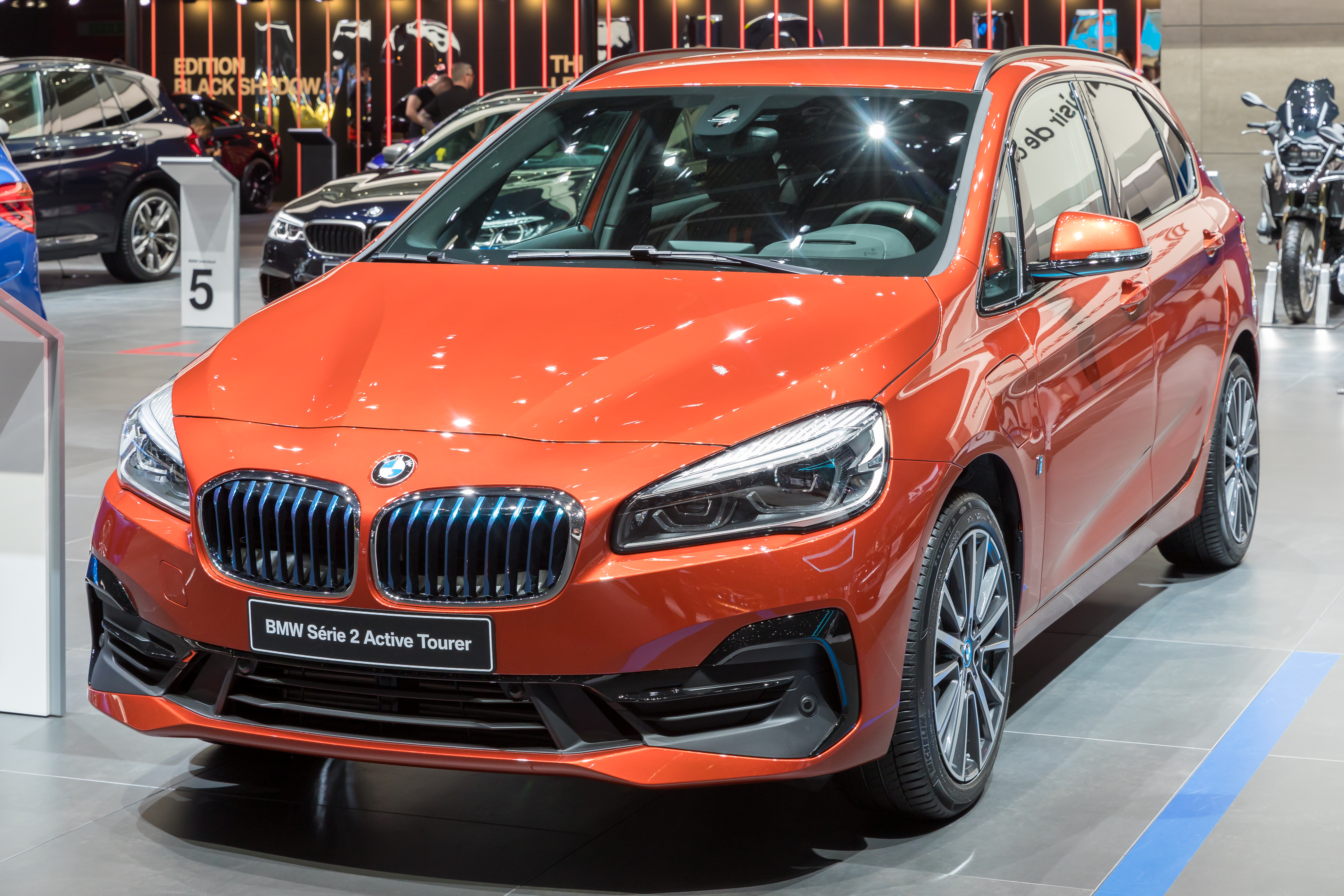
BMW Série 2 Active Tourer (2018–2021)

Avec le lifting, qui a été présenté en janvier 2018 et qui est entré en production à partir de mars 2018, la transmission automatique à six vitesses qui était disponible en supplément (sauf dans le 225xe ou elle était intégrée de série) et la transmission automatique à huit vitesses du 220i ne sont plus disponibles; elles sont remplacées par une transmission à double embrayage à sept rapports (7DCT300 de Getrag). La transmission automatique à huit rapports (d’Aisin) continuera d'être proposée dans les modèles 218d, 220d et 225i à couple élevé.
Les moteurs sont soumis à une révision technique, qui se traduit par de meilleures valeurs de polluants et de légères modifications des valeurs de puissance nominale et de consommation de carburant.
Les modèles à moteur diesel (B37 dans le 216d; B47 dans les 218d et 220d) sont équipés d'une combinaison de convertisseurs catalytiques SCR et de stockage d'oxyde d'azote pour réduire les émissions d'oxyde d'azote, ce qui signifie qu'ils répondent au moins à la norme d'émissions Euro 6d-temp. Deux turbocompresseurs sont utilisés dans les moteurs diesel quatre cylindres (B47).
Les moteurs essence quatre cylindres révisés (B48 dans les 220i et 225i) respecteront la norme d'émission Euro 6c à partir de mars 2018 et seront équipés d'un filtre à particules d’essence à partir de juillet 2018, comme les moteurs essence trois cylindres (B38 dans les 216i et 218i) qui respecteront également la norme d’émission Euro 6d-temp à partir de mars 2018.
Les moteurs quatre cylindres ont un système d'échappement à double sortie. Les feux et les pare-chocs ont été changés.
Depuis novembre 2020, tous les moteurs répondent aux exigences Euro 6d.

## Concept cars d’Active Tourer (2012 et 2013)
En 2012, BMW a présenté la première étude d’un concept d’Active Tourer ainsi qu’un deuxième concept, l’Active Tourer Outdoor, en 2013.

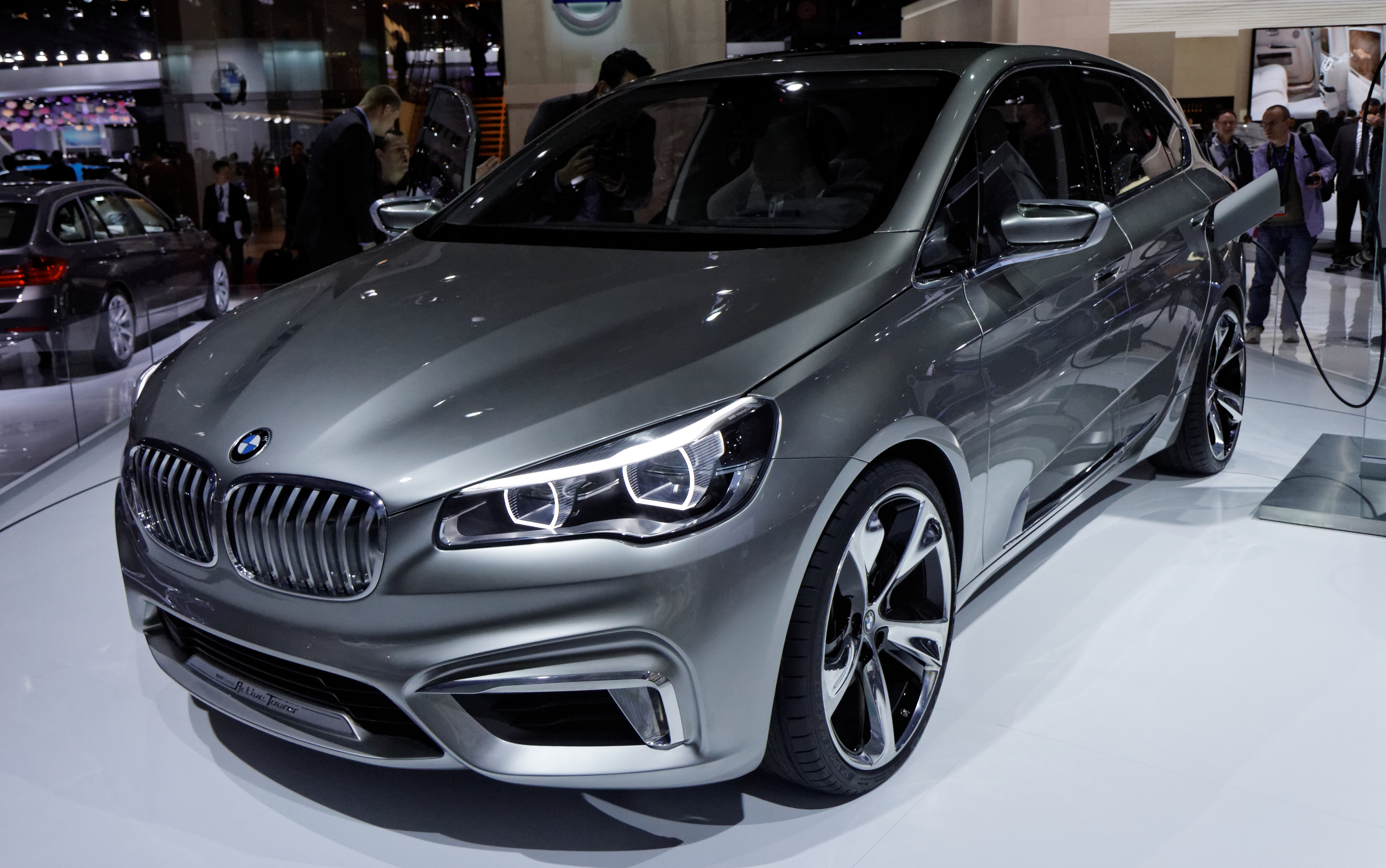
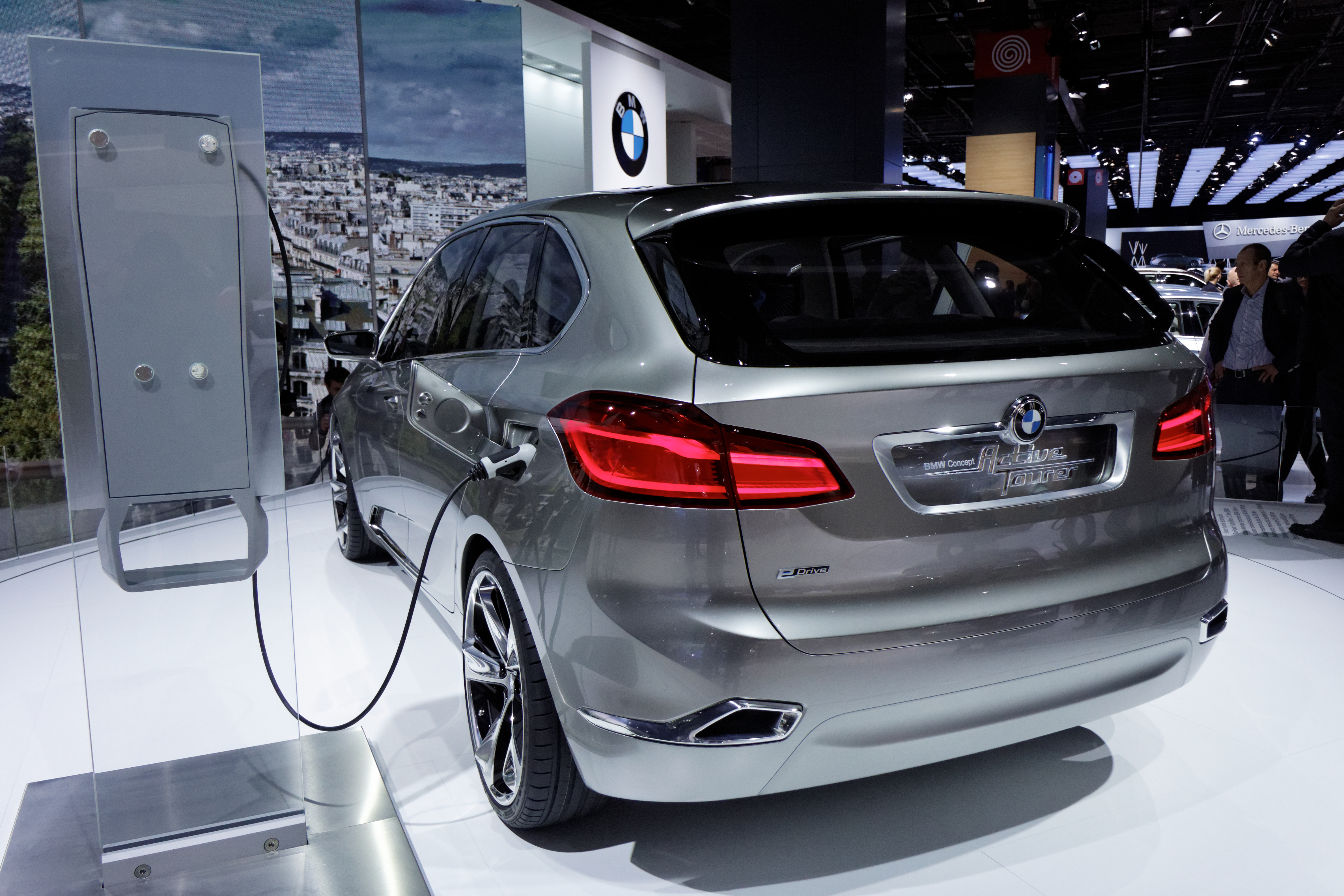
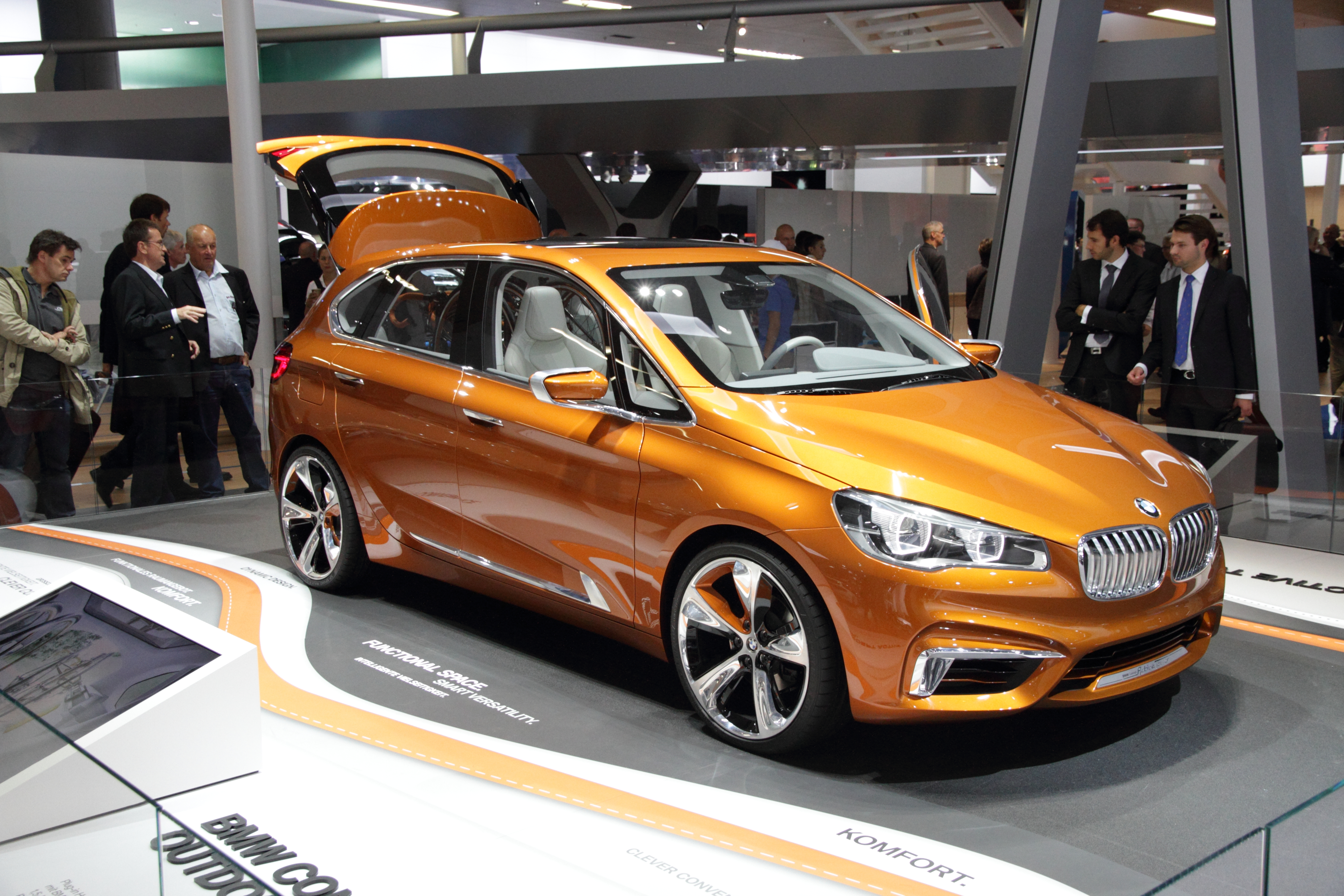
Concept Active Tourer Outdoor (2013)
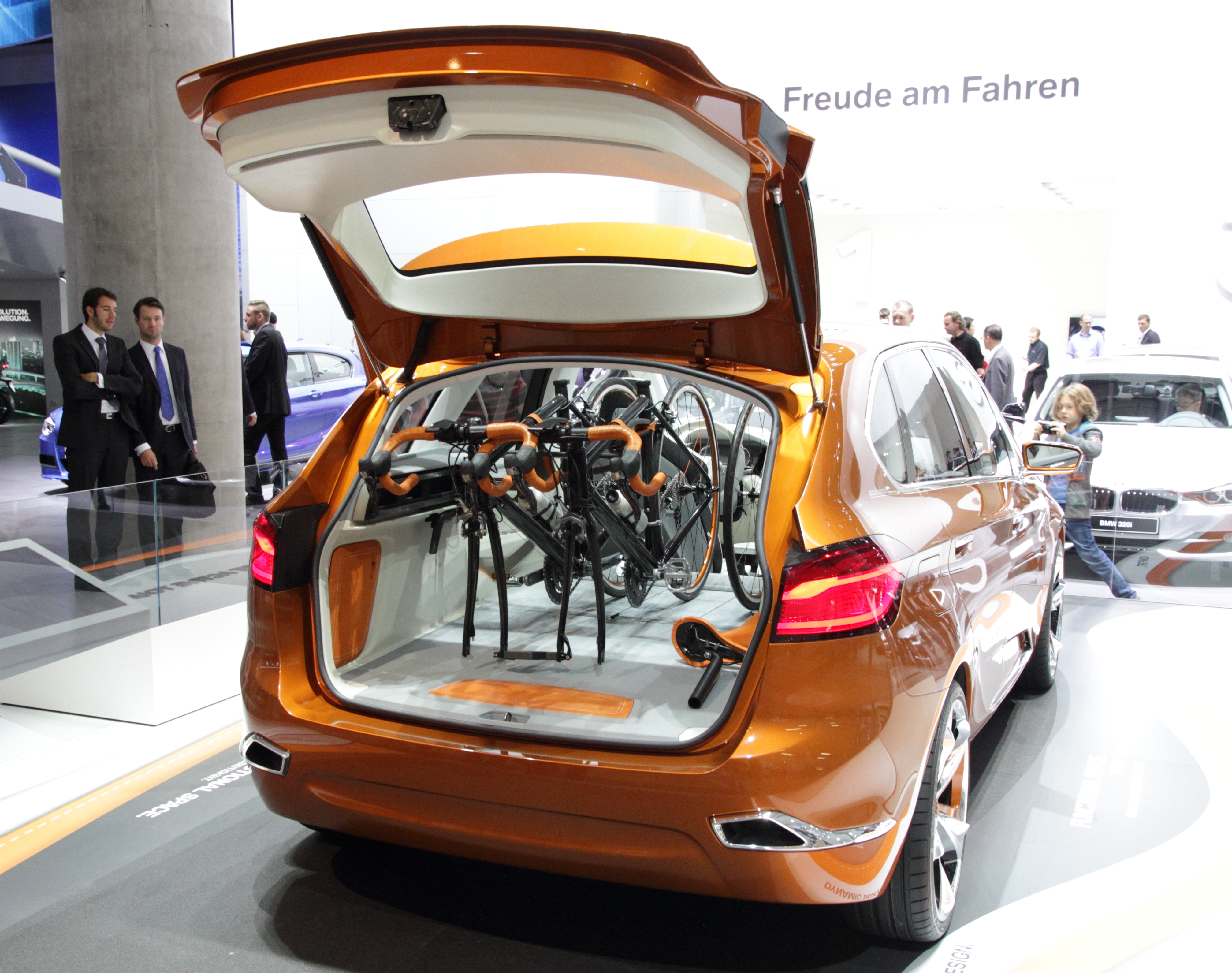
Vue arrière du concept Active Tourer Outdoor